# Carretera de Nebraska 65
La Carretera de Nebraska 65, y abreviada NE 65 (en inglés: Nebraska Highway 65) es una carretera estatal estadounidense ubicada en el estado de Nebraska. La carretera inicia en el Sur desde la Bailey-Pawnee Road en Kansas frontera sur de Pawnee City hacia el Norte en la NE 4  en Table Rock. La carretera tiene una longitud de 24,5 km (15.25 mi).

## Mantenimiento
Al igual que las autopistas interestatales, y las rutas federales y el resto de carreteras estatales, la Carretera de Nebraska 65 es administrada y mantenida por el Departamento de Carreteras de Nebraska por sus siglas en inglés NDOR.